# Bol (webwinkel)

Oud logo van bol.com

Bol (voorheen: bol.com) is een webwinkel in Nederland en België die in 1999 werd opgericht door het Duitse mediaconcern Bertelsmann AG. Het hoofdkantoor staat in Utrecht. Bol telde in 2021 meer dan 1.800 werknemers en 41 miljoen artikelen. In 2012 werd bol overgenomen door Ahold. Sinds de fusie van Nederlandse Koninklijke Ahold en de Belgische Delhaize Groep, in juli 2016, is bol onderdeel van Ahold Delhaize. Begin augustus 2022 sloot de 50.000e ondernemer zich aan.

## Geschiedenis
In 1998 schreef de latere algemeen directeur Daniel Ropers als junior consultant bij McKinsey in opdracht van Bertelsmann het eerste businessplan voor een online winkelkanaal. In 1999 werd bol.com opgericht samen met, deels onder dezelfde naam, vestigingen in onder andere Duitsland, Nederland, Zweden, Italië en China. De naam 'bol' was een afkorting voor Bertelsmann On-Line.
Het Nederlandse bedrijf overleefde de internetzeepbel en werd in 2002 door Bertelsmann AG verkocht naar aanleiding van een wijziging in de bedrijfsstrategie. Er waren contacten over een eventuele overname door Amazon.
Een joint venture van drie Duitse aandeelhouders nam de Nederlandse bol.com toen over. Het jaar 2003 werd voor het eerst met winst afgesloten. Van 2009 tot 2012 werd het bedrijf beheerd door de Nederlandse investeringsmaatschappij Cyrte Investments, een onderdeel van Delta Lloyd.
In 2012 werd bol.com voor 350 miljoen euro overgenomen door Ahold. Ahold Delhaize heeft sinds mei 2012 alle aandelen van bol in eigendom.
Bol.com was oorspronkelijk gevestigd in het hoofdkantoor van ECI in Vianen. Later verhuisde het bedrijf naar Nieuwegein. Sinds 2010 is het gevestigd in Utrecht, eerst aan de Keulsekade en sinds eind 2014 op bedrijventerrein Papendorp. De distributiecentra bevinden zich in Waalwijk, Nieuwegein en Oosterhout. Sinds 2010 kunnen ook Belgische klanten uit het gehele aanbod bestellen.
In 2023 werd de geleidelijke invoering van de kortere nieuwe naam 'bol' aangekondigd, omdat het naar eigen zeggen duidelijk is dat het een online winkel is.

## Productaanbod
Bol biedt sinds 2011 naast het eigen productassortiment ook producten aan van andere winkeliers.

## Omzet en winst
Bol.com begon in 1999 met 26 werknemers en had in 2001 een omzet van 10 miljoen euro.
Met winst- en verliescijfers wordt door bol terughoudend omgegaan. Zeker is dat er tot 2002 verlies werd geleden. In 2008 werd een winst van 10,8 miljoen euro geboekt.
Omzet per jaar: De hoogste omzet werd gehaald in 2020, aangezien dat jaar door de coronacrisis veel winkels moesten sluiten en de mensen min of meer noodgedwongen hun aankopen bij bol en andere webwinkels moesten bestellen.

## Onderscheidingen
In zowel 2012 als 2013 werd bol.com uitgeroepen tot beste website door benchmarkbureau WUA!.
Bol.com ontvangt sinds 1999 met regelmaat de jaarlijkse Nederlandse thuiswinkelonderscheidingen voor onder andere "Beste webwinkel van Nederland". In 2014 werd de webshop bekroond als "Beste webshop van België 2014-2015". Tijdens de Global E-commerce Summit in 2014 werd bol.com uitgeroepen tot "Beste webwinkel van Europa".

## Beursgang
Ahold Delhaize overweegt een beursgang van bol, waardoor Ahold Delhaize haar volledige bezit van bol verandert in meerderheidsbezit van een groter, beursgenoteerd bol.